# Lalling
Lalling je obec v německé spolkové zemi Bavorsko, v zemském okrese Deggendorf ve vládním obvodu Dolní Bavorsko.
V roce 2022 zde žilo 1 631 obyvatel.

## Poloha
Sousední obce jsou: Auerbach, Bischofsmais, Grattersdorf, Hunding, Kirchberg im Wald, Schaufling a Schöfweg.

## Historie

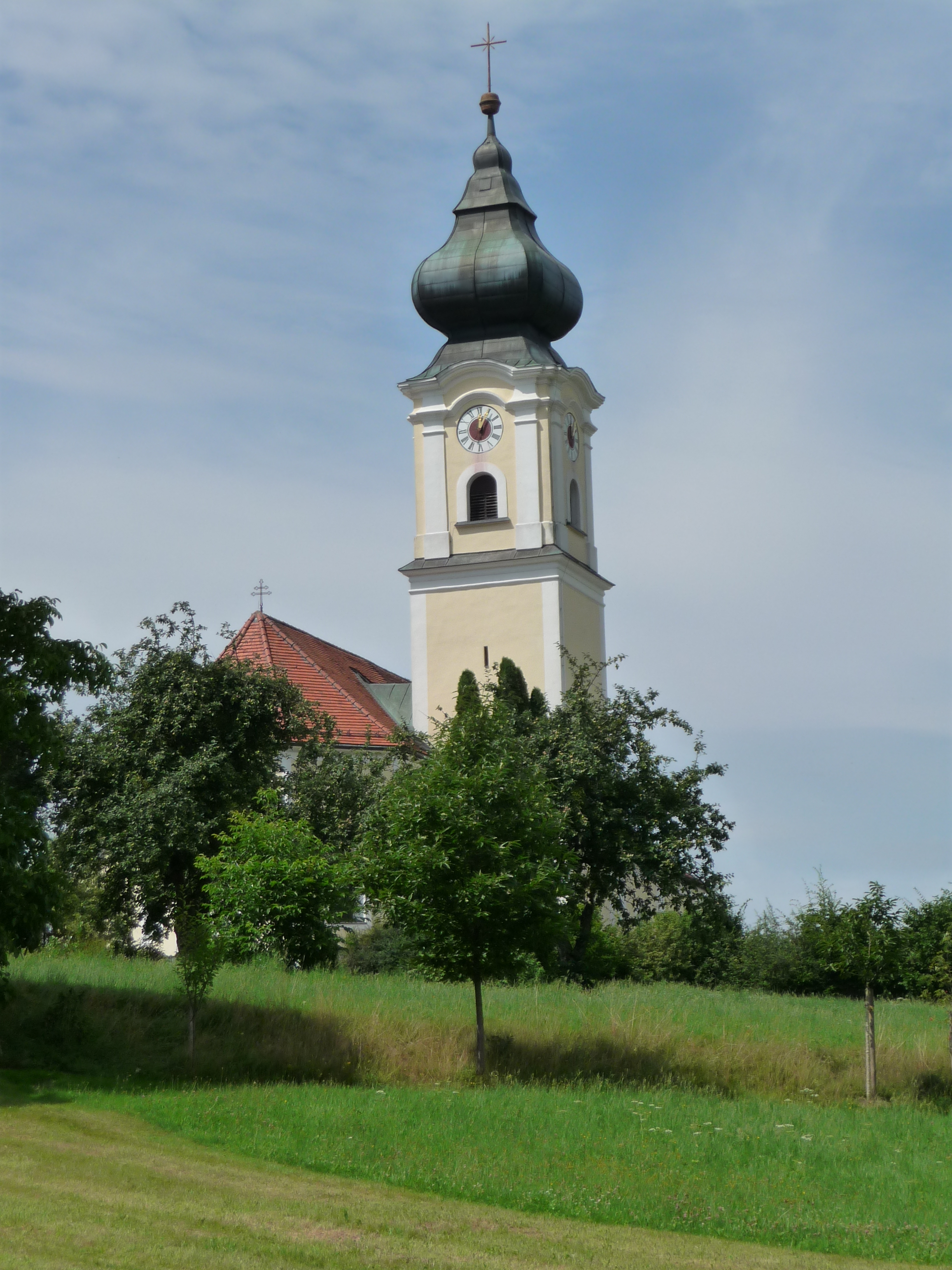
Farní kostel sv. Štěpána

Lalling a část obce Ranzing byly poprvé zmíněny v listině ochrany vydávané papežem Evženem III. roku 1148. Největším pozemkovým vlastníkem od počátku 13. století až do sekularizace v Bavorsku v roce 1803 byl klášter Niederaltaich. Lalling bylo začleněno do finančního úřadu Straubing a soudního okresu Hengersberg v rámci Bavorského kurfiřtství. Současná obec vznikla v roce 1818 v rámci bavorských administrativních reforem podle obecního ediktu.